# ميناء نيويورك ونيوجيرسي
ميناء نيويورك ونيوجيرسي هي سلطة الميناء في منطقة نيويورك-نيوارك الحضرية، وتشمل المنطقة في مساحة يبلغ نصف قطرها في حدود  25 ميل (40 كـم)  النصب التذكاري الوطني لتمثال الحرية. كما تشمل نظام الممرات المائية الصالحة للملاحة في مصب ميناء نيويورك - نيوجيرسي، الذي يمتد بطول 650 ميل (1,050 كـم) من الشاطئ بالقرب من مدينة نيويورك وشمال شرق ولاية نيوجيرسي، بالإضافة إلى مطارات المنطقة ودعم شبكات توزيع السكك الحديدية والطرق. يعتبر الميناء أحد أكبر الموانئ الطبيعية في العالم، حيث يعد الميناء من حيث الحمولة ثالث أكبر ميناء في الولايات المتحدة والأكثر ازدحامًا على الساحل الشرقي للولايات.
يعد الميناء البوابة الأولى في البلاد للرحلات الدولية ومركزه الأكثر ازدحامًا لرحلات الركاب والشحن الجوي الشاملة. هناك منطقتان للتجارة الخارجية (FTZ) داخل الميناء. أكبر سفينة من سفن الحاويات، سي إم ايه - سي جي أم وTheodore Roosevelt للاتصال في ميناء الساحل الشرقي مرت تحت جسر بايون في يوليو 2017.

## منطقة الميناء

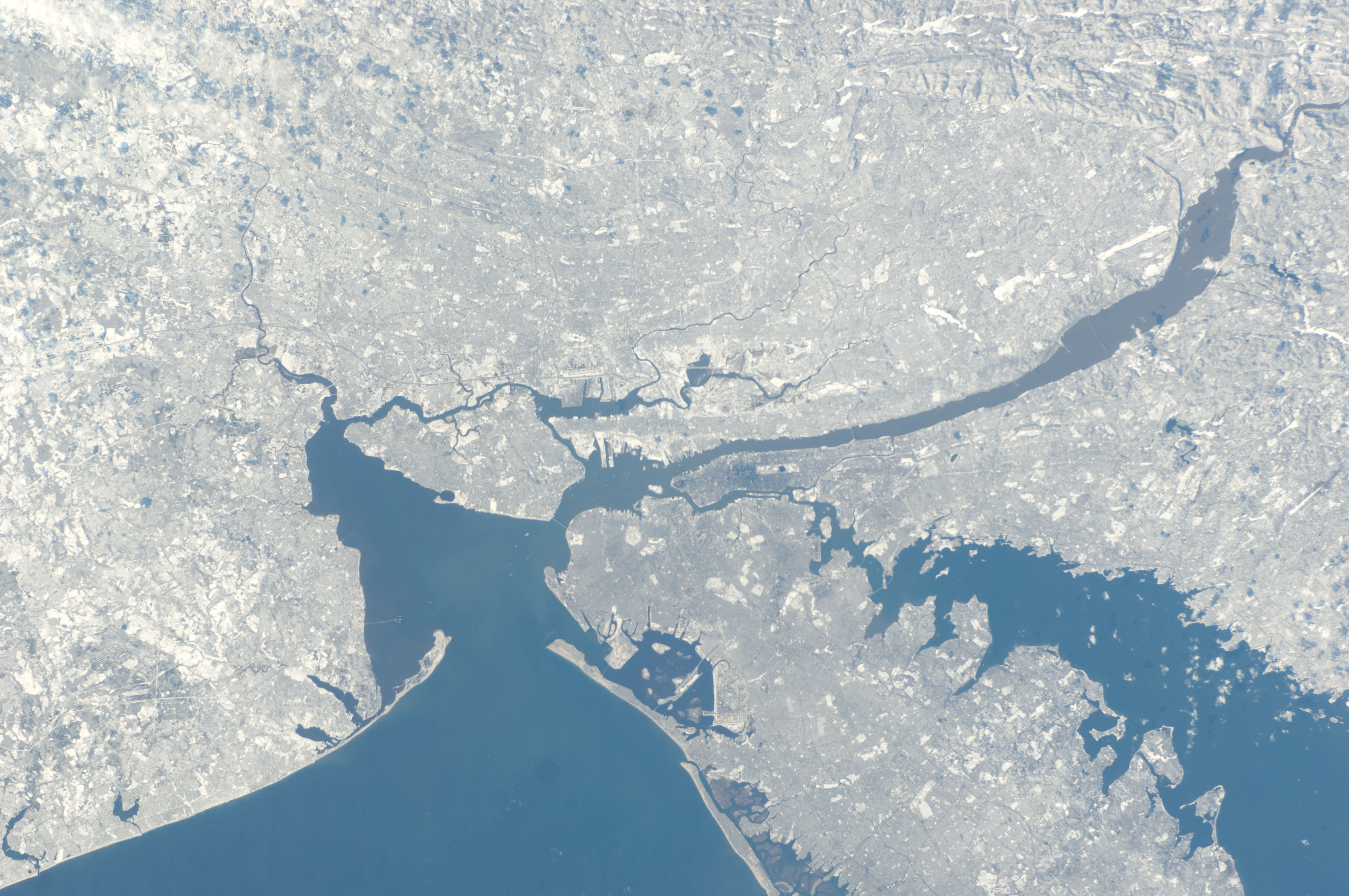
صورة ناسا لمنطقة نيويورك-نيوارك الكبرى، بما في ذلك منطقة الميناء

تشمل منطقة الميناء في مساحة يبلغ نصف قطرها في حدود  25 ميل (40 كـم) النصب التذكاري الوطني لتمثال الحرية، وتضم المنطقة كل أو جزء من سبع عشرة مقاطعة في المنطقة. العشرة التي تقع بالكامل داخل المنطقة هي مقاطعة هدسون ومقاطعة بيرغن و مقاطعة إسكس ومقاطعة يونيون (في نيوجيرسي) ومقاطعة ويستتشستر (في نيويورك) والأحياء الخمسة لمدينة نيويورك، والتي تشترك في مقاطعات نيويورك وبرونكس، وبروكلين وكوينز وجزيرة ستاتن. توجد أيضًا أقسام متجاورة من مقاطعة باسيك ومقاطعة ميدلسكس ومقاطعة مونموث ومقاطعة موريس ومقاطعة سومرست في نيوجيرسي ومقاطعة ناسو ومقاطعة روكلاند في نيويورك.